# Baltasar López de Ayala
Baltasar López de Ayala y Herrera (Guadalcanal, 1836-Cabeza del Buey, 1918) fue un político, hacendado y escritor español, hermano del más conocido Adelardo López de Ayala.

## Biografía
Hermano de Adelardo López de Ayala, nació en la villa de Guadalcanal (antiguamente en Extremadura y más adelante en la provincia de Sevilla) en 1836. Estudió leyes en la Universidad de Sevilla y se dedicó desde su juventud a la carrera administrativa.
En 1866 era secretario del gobierno civil de Badajoz. En 1877 comenzó a publicar en los periódicos de Badajoz, primero, y, más adelante, en los de Madrid, textos suyos. Figuró en la política española desde los sucesos de la revolución de 1868, en que acompañó a su hermano en los puestos que este le confió. Sin embargo, en palabras de Nicolás Díaz y Pérez, su nombre no tuvo «resonancia alguna, ni aun en el Parlamento, donde apareció varios años, y en diversas legislaturas, ocupando un puesto digno del nombre que le prestaba su hermano D. Adelardo. Por el contrario, una ó dos veces que habló, demostró evidentemente que su puesto no estaba en los escaños del Congreso». Logró  ser varias veces diputado en la Restauración. Descrito como un «gran propietario rústico», tuvo tierras en Esparragosa de Lares. Falleció en enero de 1918 en Cabeza del Buey.